# Quercus rugosa
Quercus rugosa — вид рослин з родини букових (Fagaceae); поширений у Центральній Америці від півдня США до Гондурасу.

## Опис
Це вічнозелений або пізньолистопадний кущ або дерево середнього розміру. Зазвичай заввишки 3 м, але може досягати 30 м, із стовбуром до 1 м у діаметрі; крона округла. Кора темно-коричнева, луската, шорстка, досить тонка. Молоді гілочки червоно-коричневі, спочатку густо-вовнисті, з віком стають голими, сіруватими, гладкими. Листки зворотно-яйцеподібні або майже округлі, товсті, опуклі, жорсткі, 6–15 × 4–10 см; основа округла або серцеподібна; верхівка округла, іноді гостра; край товстий, згорнутий, зубчастий у верхній 2/3; верх темно-сіро-зелений, блискучий, голий або з деякими волосками біля основи середньої жилки; низ блідіший (жовтуватий або світло-коричневий), волосатий; ніжка 5–12 мм, вовниста. Тичинкові сережки довжиною 3–5 см і більше, 20–26-квіткові; маточкові сережки довжиною 12–13 мм, запушені, 15–20-квіткові. Жолуді однорічні, поодинокі або кілька разом, на ніжці 3–7 см; горіх 1.5–2.5 см; чашечка діаметром 1–1.5 см, вкриває 1/3 або 1/2 горіха.
Період цвітіння: від ранньої до пізньої весни. Період плодоношення: серпень — лютий.

## Поширення й екологія
Країни поширення: Гватемала, Гондурас, більша частина Мексики, США (Техас, Аризона, Нью-Мексико).
Населяє гірські ліси, на схилах пагорбів, ярів та озер, а також на рівному ґрунті та в сухих місцях; вимагає півтіні для регенерації; росте на висотах 1800–2900 м.

## Використання
Використовується як паливо у вигляді дров та вугілля. Деревина використовується для виробництва інструментів, целюлози для паперу та деревини. Кору використовують для в'яжучих речовин, що мають лікувальні властивості.

## Загрози
Виду найбільше загрожують порушення, спричинені поселення людей.

## Галерея

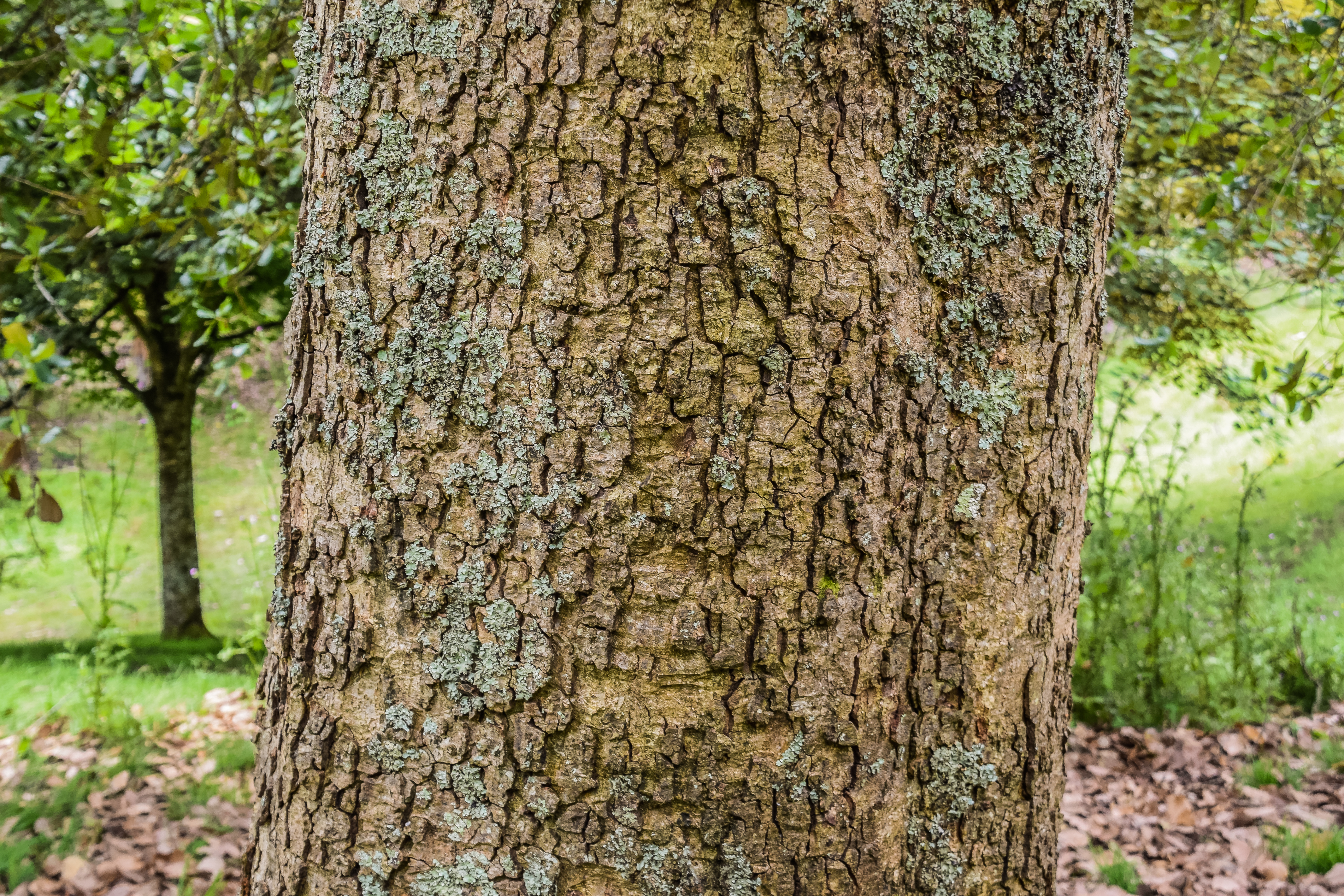
стовбур
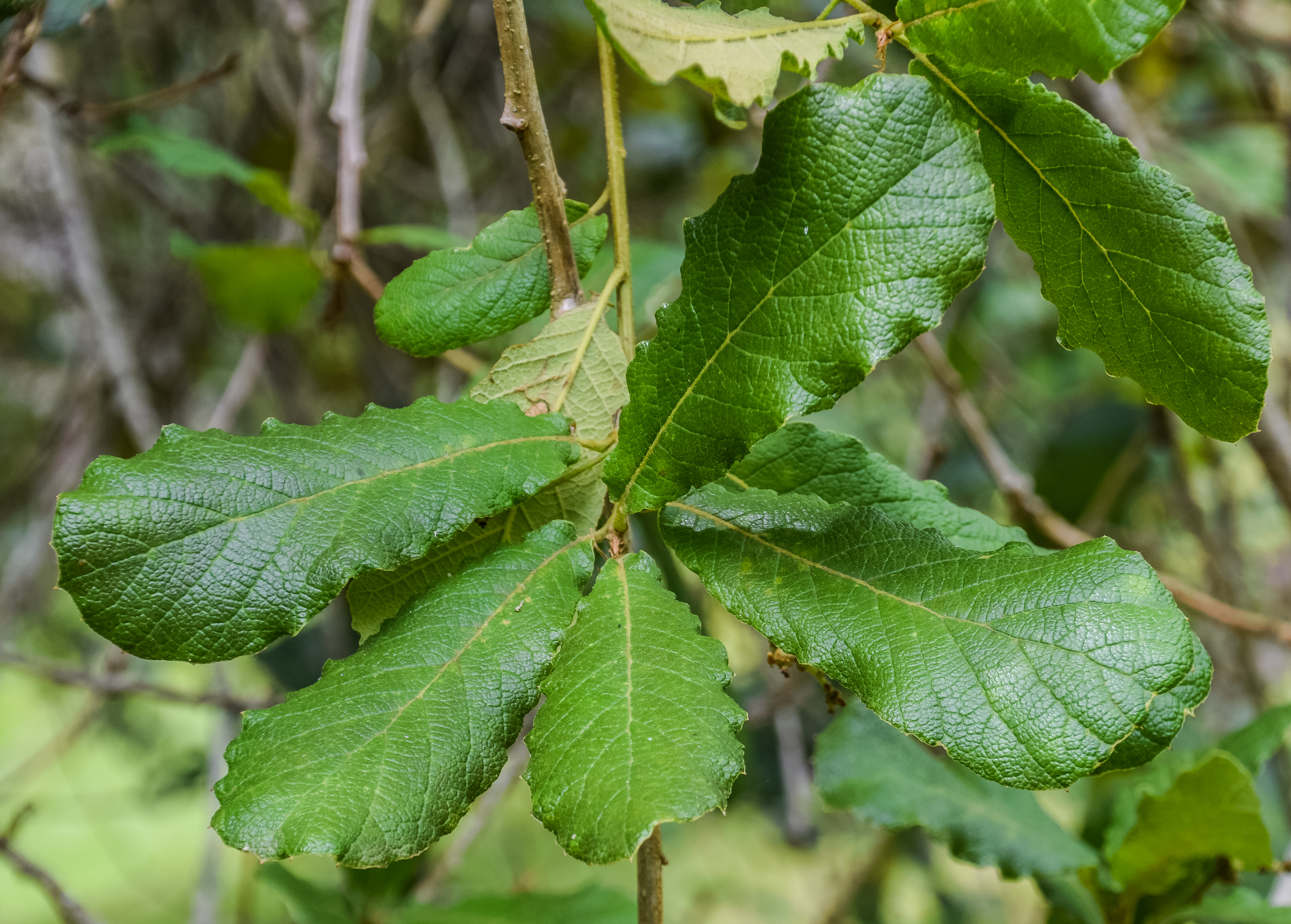
листки